# Laura Quinterno
Laura Marta Quinterno (Buenos Aires, 19 de noviembre de 1908 - fecha desconocida), conocida también con el seudónimo de Ada Lind, fue una de las primeras dibujantes y guionistas de historietas de la Argentina. 

## Biografía
Nació en la ciudad de Buenos Aires el 19 de noviembre de 1908. Su padre se llamaba Martín Quinterno y su madre Laura Raffo. Su abuelo paterno, Pedro Quinterno, procedía del Piamonte, Italia (en Argentina se dedicaba a la producción agropecuaria y al cultivo y comercialización de frutales). Fue la mayor de tres hermanos, Luisa, Celia y Dante (1909-2003). Este último fue un guionista y dibujante de cómics, empresario editorial y productor agropecuario argentino, célebre por la creación de los personajes Patoruzú, Isidoro Cañones, Patoruzito, Don Fierro y Pepín Cascarón.
Empleaba el seudónimo de Ada Lind. Comenzó tempranamente a trabajar junto con su hermano Dante como guionista desde los inicios de la historieta de Paturuzú en 1936, aportando a través de cuentos infantiles e ilustraciones. En esa época colaboró con Tulio Lovato en los guiones. Ese mismo año publica en el diario El Mundo la historieta de los niños Rayito y Clavelina, lo que convierte a Laura Quinterno en la primera mujer de la Argentina en ser la autora integral de una historieta. Posteriormente, también crearía varios personajes, como El Gnomo Pimentón (junto a Oscar Blotta), Pompón y el Huerfanito Tommy.